# Desa Salamjaya (administrativ by i Indonesien, lat -6,42, long 107,60)
Desa Salamjaya är en administrativ by i Indonesien.   Den ligger i provinsen Jawa Barat, i den västra delen av landet, 90 km öster om huvudstaden Jakarta.